# Хижозеро (озеро, Муезерский район)
Хижозеро — пресноводное озеро на территории Ледмозерского сельского поселения Муезерского района Республики Карелии.

## Общие сведения
Площадь озера — 1,5 км². Располагается на высоте 152,3 метров над уровнем моря.
Форма озера продолговатая: оно вытянуто с северо-востока на юго-запад. Берега каменисто-песчаные, преимущественно возвышенные.
Хижозеро протокой соединяется с озером Кальви, из которого вытекает ручей Херпуз, впадающий с правого берега в реку Чирко-Кемь.
В озере расположено не менее трёх безымянных островов различной площади.
Код объекта в государственном водном реестре — 02020000911102000005643.